# Liste der Kulturgüter in Corbeyrier
Die Liste der Kulturgüter in Corbeyrier enthält alle Objekte in der Gemeinde Corbeyrier im Kanton Waadt, die gemäss der Haager Konvention zum Schutz von Kulturgut bei bewaffneten Konflikten, dem Bundesgesetz vom 20. Juni 2014 über den Schutz der Kulturgüter bei bewaffneten Konflikten sowie der Verordnung vom 29. Oktober 2014 über den Schutz der Kulturgüter bei bewaffneten Konflikten unter Schutz stehen.
Objekte der Kategorie A sind im Gemeindegebiet nicht ausgewiesen, Objekte der Kategorie B sind vollständig in der Liste enthalten, Objekte der Kategorie C fehlen zurzeit (Stand: 31. Mai 2022).

## Kulturgüter
| Foto |                                                             | Objekt                                                         | Kat. | Typ | Standort        | Beschreibung                                                               |
| ---- | ----------------------------------------------------------- | -------------------------------------------------------------- | ---- | --- | --------------- | -------------------------------------------------------------------------- |
| ja   | Datei hochladen · Wikidata zu Sperre Joux-Verte (Q29891619) | Sperre von Joux-Verte / Écluse de la Joux-Verte KGS-Nr.: 17461 | B    | G   | 563902 / 137096 | Objekt liegt hälftig auf dem Gemeindegebiet von Villeneuve (KGS-Nr. 6551). |